# NGC 3746
NGC 3746 (również PGC 35997, UGC 6597 lub HCG 57B) – galaktyka spiralna z poprzeczką (SBab), znajdująca się w gwiazdozbiorze Lwa. Odkrył ją Ralph Copeland 9 lutego 1874 roku. Wchodzi w skład zwartej grupy galaktyk zwanej Septetem Copelanda, Hickson 57 lub Arp 320.
W galaktyce tej zaobserwowano supernowe SN 2002ar i SN 2005ba.